# Curiglia con Monteviasco
Curiglia con Monteviasco (lombardul: Curija Monteviasch) település Olaszországban, Varese megyében. Lakosainak száma 152 fő (2023. január 1.). Curiglia con Monteviasco Dumenza, Maccagno con Pino e Veddasca, Alto Malcantone, Gambarogno és Miglieglia községekkel határos.

## Népesség
A település népességének változása:
| Lakosok száma | 179  | 175  | 152  |
|               | 2017 | 2018 | 2023 |